# Orlan

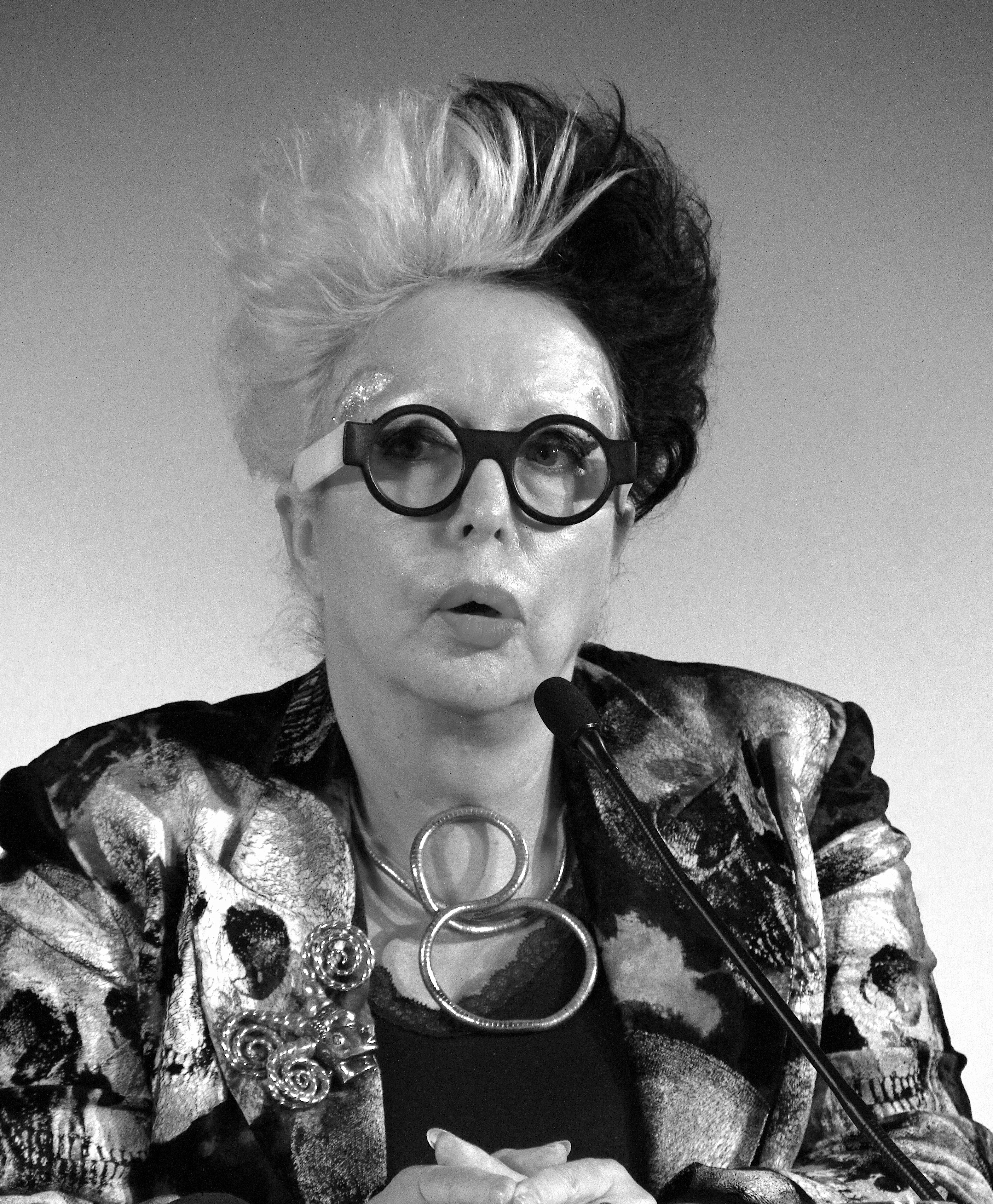
Orlan

Orlan (* 30. Mai 1947 in Saint-Étienne als Mireille Suzanne Francette Porte), Eigenschreibweise ORLAN, ist eine französische Künstlerin. Sie ist eine wichtige Vertreterin von Body-Art und Performance-Kunst und Begründerin der sogenannten Carnal Art. Sie lebt und arbeitet in Los Angeles, New York und Paris.

## Werk
Orlan setzt seit 1978 den eigenen Körper als Material künstlerischen Wirkens ein. Ihr Gesicht wird durch plastische Chirurgie bzw. ästhetische Chirurgie verändert. Orlan sucht Vorbilder aus der Kunstgeschichte (Venus, Diana, Europa, Psyche, Mona Lisa), berühmte Frauengestalten, die im kollektiven Bildgedächtnis vorhanden sind. Sie besteht auf dem Recht zur Veränderung des eigenen Körpers, da die technologischen Veränderungen der Gesellschaft Möglichkeiten bereitstellt, das standardisierte Ideal der Frau (schön, jung, schlank) zu durchbrechen, und das Recht auf die Gestaltung des eigenen Körpers nach eigenen Vorstellungen noch einzufordern sei. Mit der Interpretation von Fleisch als Material der Kunst versucht sie eine Debatte über diese tabuisierten Themen anzuregen.
1989 malte sie eine Paraphrase von Gustave Courbets Bild L’origine du monde (Der Ursprung der Welt) und nannte es L’origine de la guerre (Der Ursprung des Krieges). Das Bild ist in Komposition und Perspektive jenem von Courbet nachempfunden, nur ist es kein weiblicher Akt, sondern ein männlicher, und die dem Betrachter zugewandte Vulva ist durch einen Phallus ersetzt. Das Werk wurde unter anderem zum hundertjährigen Gedenken nach Ausbruch des Ersten Weltkriegs in einer Ausstellung in Besançon gezeigt.

## Auszeichnungen (Auswahl)
- 2007 Goldmedaille der Stadt Saint-Étienne
- 2006–2007 Forschungsstipendium am Getty Research Institute in Los Angeles
- 2003 Chevalier de l’ordre des Arts et des Lettres des französischen Kulturministeriums
- 1999 Arcimboldo Preis für Digitale Fotografie, Paris; Erster Preis Griffelkunst-Vereinigung Hamburg; Erster Preis des Moscow Festival of Photography
- 1992 F.I.A.C.R.E. Stipendium für die Lallit Kala Académie, Madras, Indien
- 1989 F.I.A.C.R.E. Forschungsstipendium in Indien
- 1984 Auszeichnung für die Ausstellung « Grand Canal Video, étude documentaire » – n°2 « La lumière baignant les anges baroques » – n°11 « Mise en scène pour un grand fiat » Locarno Festival, Schweiz
- 1967 Labour Grant Erster Preis, Saint-Étienne, Frankreich

## Ausstellungen (Auswahl)
- 2018–2019 Feminist Avant-garde / Art of the 1970s SAMMLUNG VERBUND Collection, Vienna, The Brno House of Arts, Brünn, Tschechien.[1]
- 2017–2018 Feministische Avantgarde der 1970er-Jahre aus der Sammlung Verbund, Wien.[2] ZKM, Karlsruhe, DE.[3]
- 2017 WOMAN. Feministische Avantgarde der 1970er-Jahre aus der Sammlung Verbund, MUMOK, Wien.[4]
- 2015 Feministische Avantgarde der 1970er-Jahre. Werke aus der Sammlung Verbund, Wien, Hamburger Kunsthalle.[5]